# Língua mongol khamnigan
Khamnigan é uma língua mongol falada ao leste do lago Baikal.

## Falantes
Os Buriates Khamnigan, chamados Tungues Cavaleiros ou Tungues das estepes, são nativamente bilíngues, falando tanto uma língua mongol quanto uma chamada Tungus, que são herdadas de sua ascendência mista. Este bilinguismo parece ter vários séculos. Sua língua tungusíca é  o Evenki (Khamnigan é o nome mongol para o Evenki), enquanto Mongol é Khamnigan  uma língua mongol distinta, não um dialeto de Mongol ou Buriato como tradicionalmente classificado na Mongólia ou na Rússia . Mongol é a língua dominante; os dois dialetos de Evenki são usados apenas por parte da população e em casa.

## Situação
A língua está em declínio na Rússia, com poucos falantes restantes, mas o bilinguismo Mongol e Khamnigan e Evenki permanece vigorosa na China. Khamnigan Evenki, embora não seja uma língua distinta de outros Evenki, é influenciada pelo Mongol, especialmente não explícito. Khamnigan Mongol, por outro lado, é a língua mongol mais conservadora, um pouco diferente do mongólico médio, embora o sistema de harmonia vocálica tenha sido interrompido. Há pouca influência de Evenki: embora Khamnigan Evenki tenha um plural gramatical, por exemplo, Khamnigan Mongol não.

## Característcas
O Khamnigan na Mongólia foi fortemente assimilado ao mongol Khalkham, e embora algumas características idiossincráticas e semelhantes a Buriato sejam encontradas (por exemplo, o sistema de modo gramaticalo muito particular que falta em Khamnigan na China), em geral se assemelha a um dialeto de Khalkha, e perdeu seu léxico Tungúsico particular.

## Escrita
A língua usa a escrita mongol tradicional com 34 letras. 